# Otididae
Gli Otididi (Otididae Rafinesque, 1815) sono una famiglia di uccelli per lungo tempo classificati tra i Gruiformi, di recente segregati in un ordine a sé stante (Otidiformes Hackett et al., 2008)
La denominazione «otarda» (da Otis tarda, vale a dire «uccello che si muove con lentezza») venne in origine applicata all'esponente più settentrionale e forse meno tipico della famiglia, l'otarda maggiore. In realtà il termine è appropriato per l'intera famiglia, essendo tutte le otarde di imprescindibili costumi terragnoli. Le specie più grandi sono per le immense piane steppose africane ed eurasiatiche quello che le gru sono per le paludi di tutto il mondo: uccelli longevi, poco prolifici, di antico lignaggio, assai vicini ai limiti di stazza e peso compatibili con la capacità di volare - nell'universo avicolo, un simbolo dell'adattamento a un habitat stabile.

## Descrizione

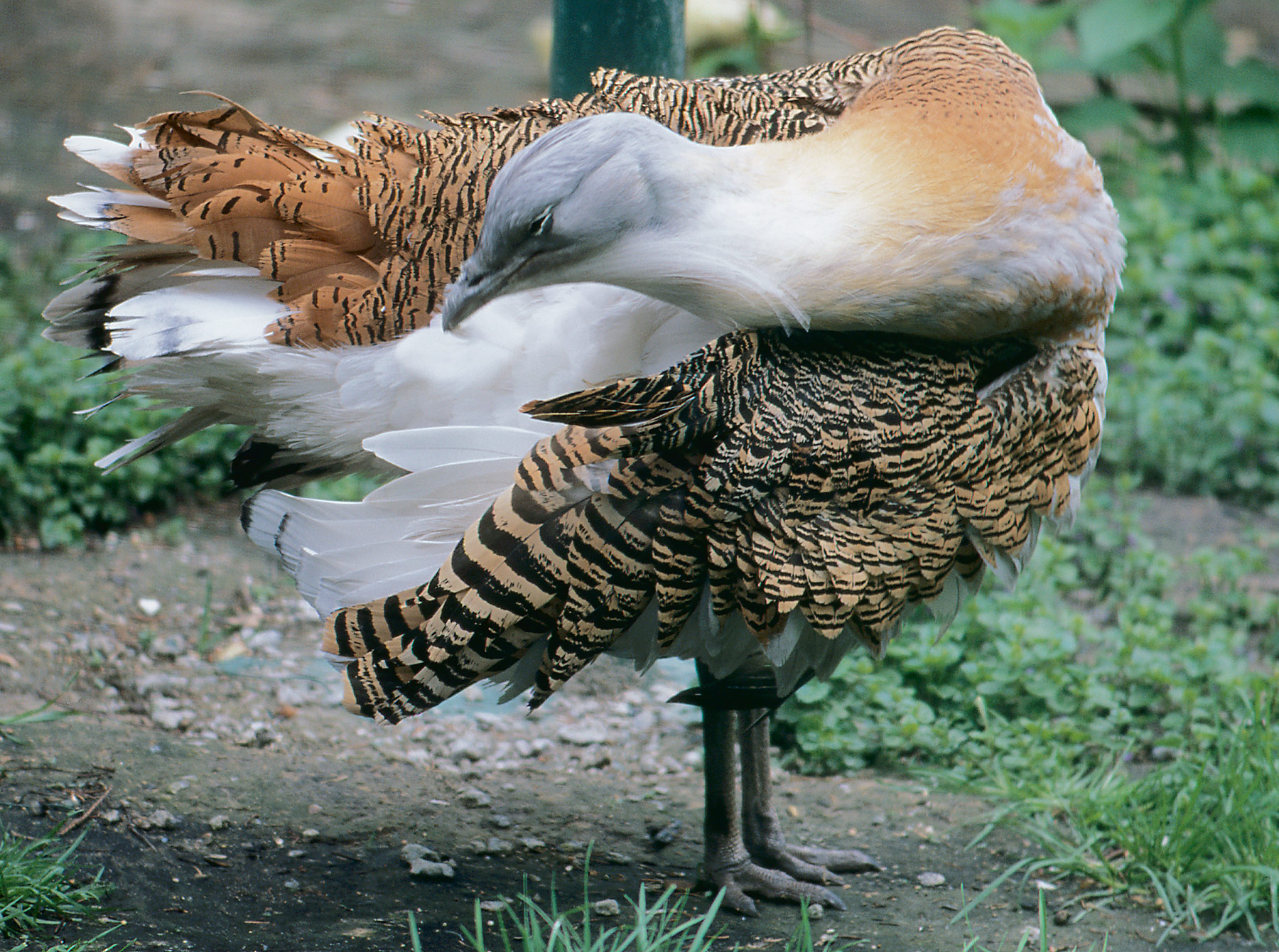
Otarda maggiore
(Otis tarda)

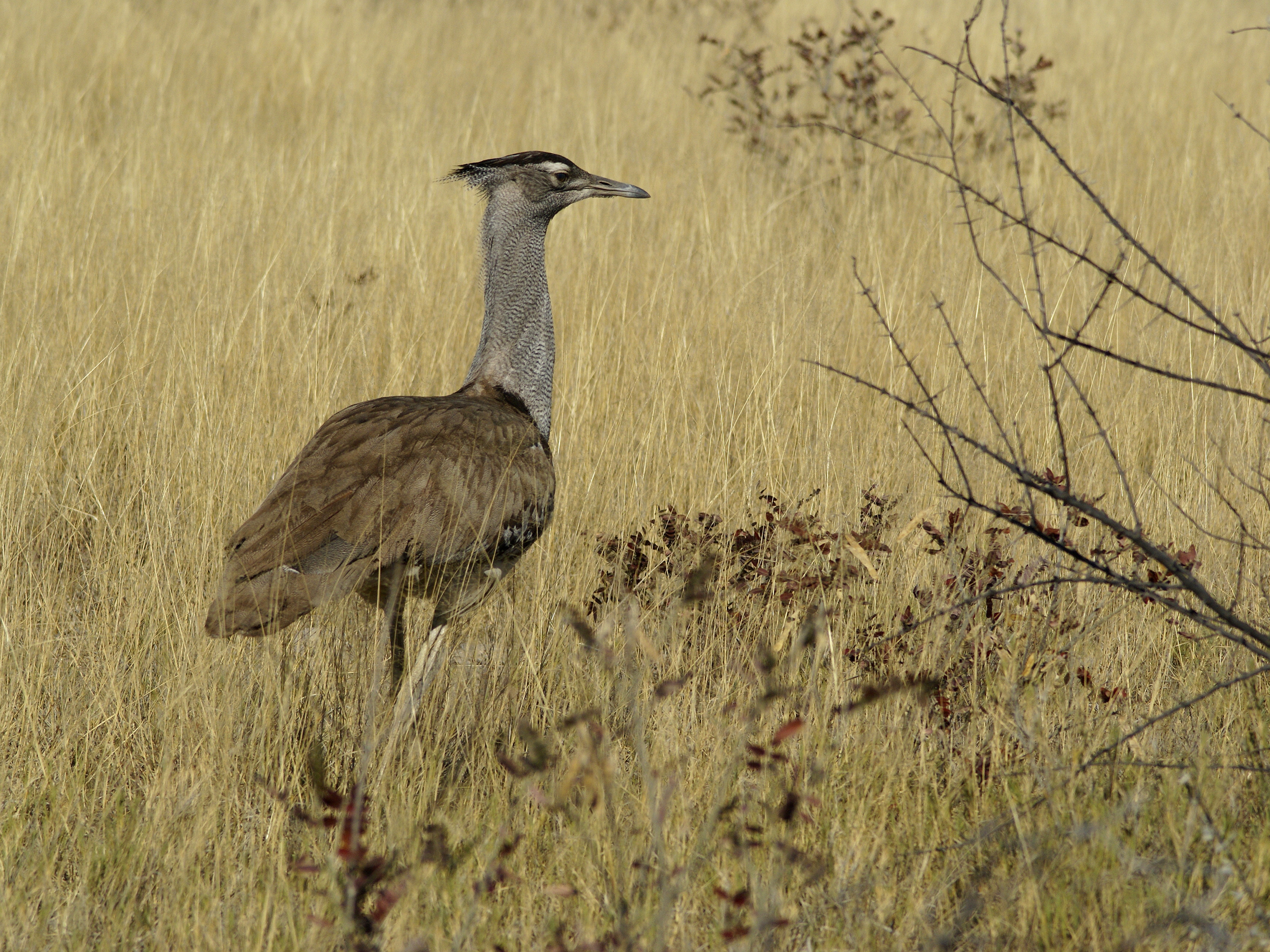
Otarda kori
(Ardeotis kori)

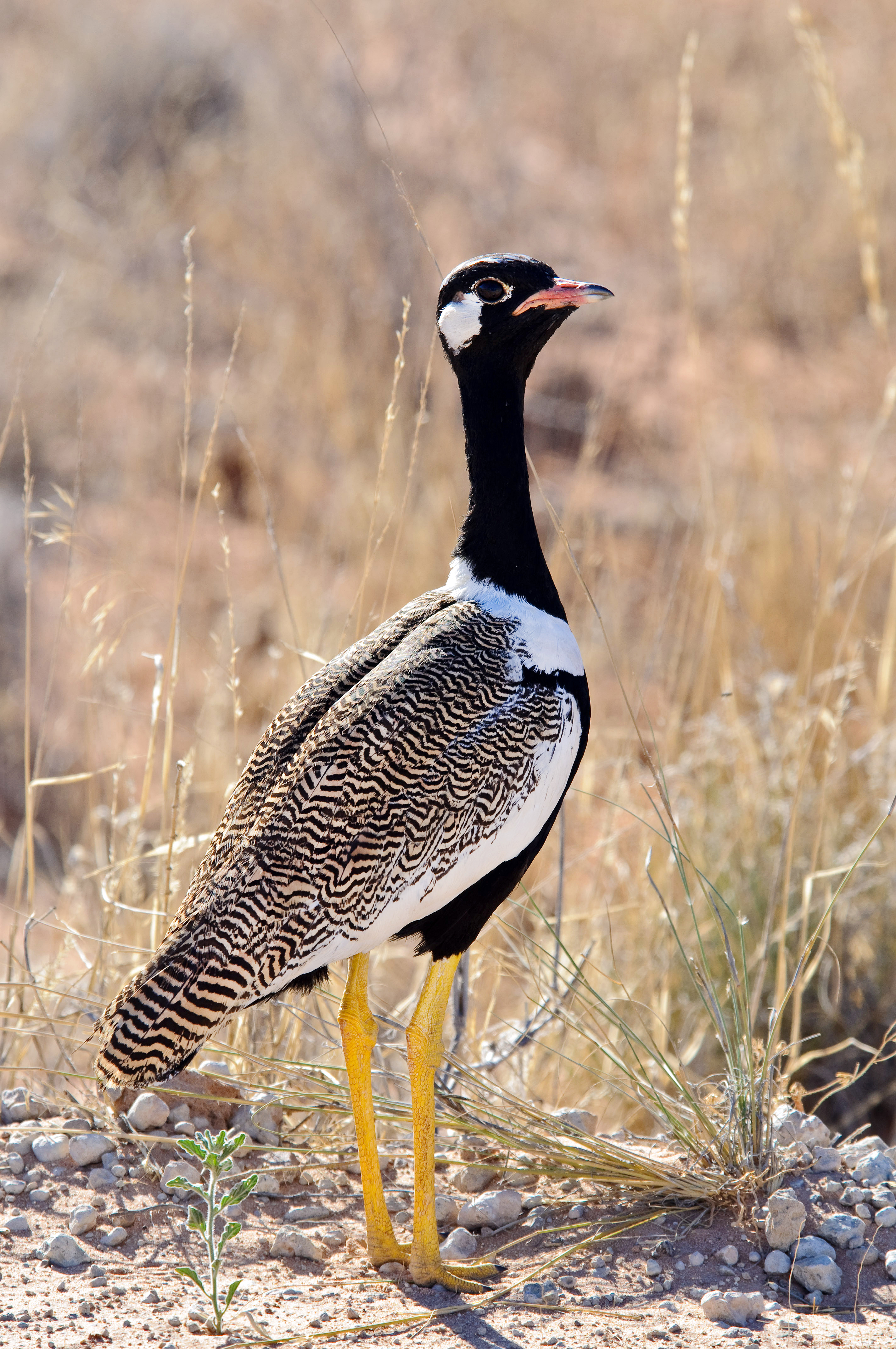
Otarda di Smith
(Afrotis afraoides)

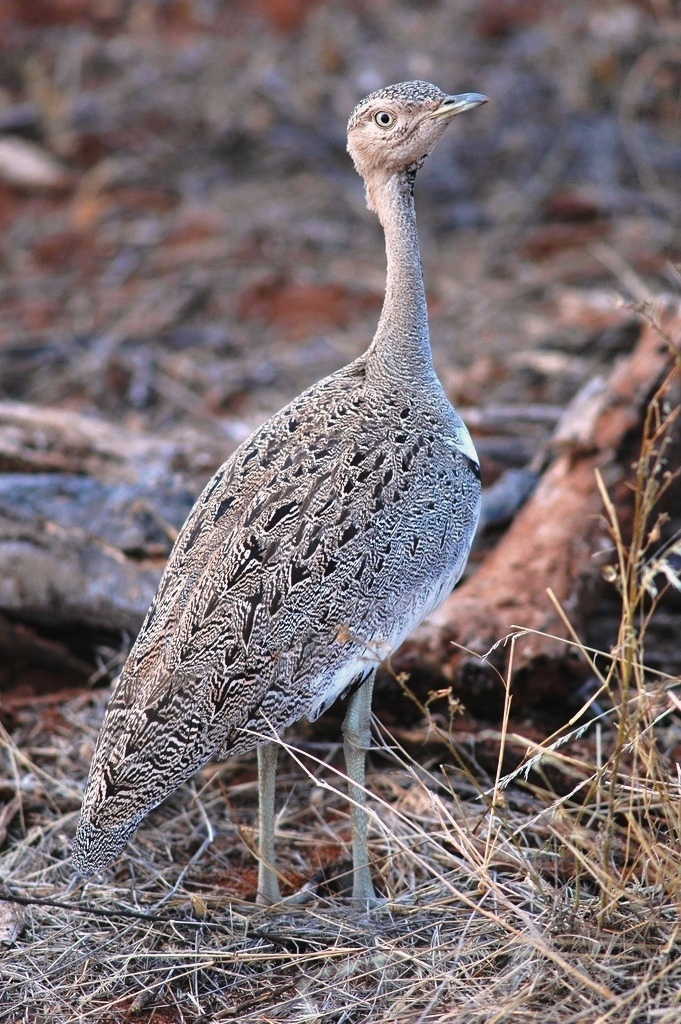
Otarda crestafulva
(Lophotis gindiana)

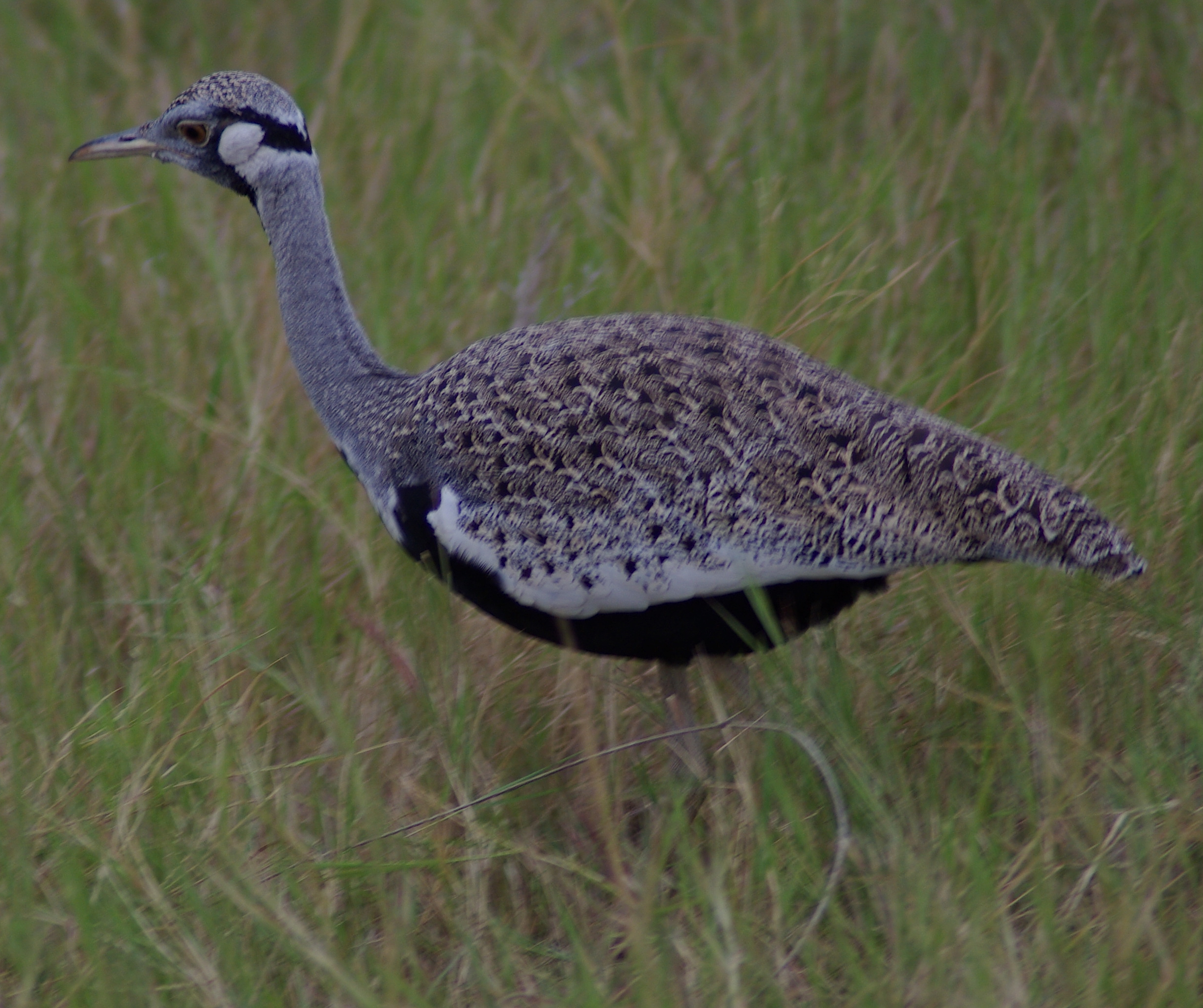
Otarda di Hartlaub
(Lissotis hartlaubii)

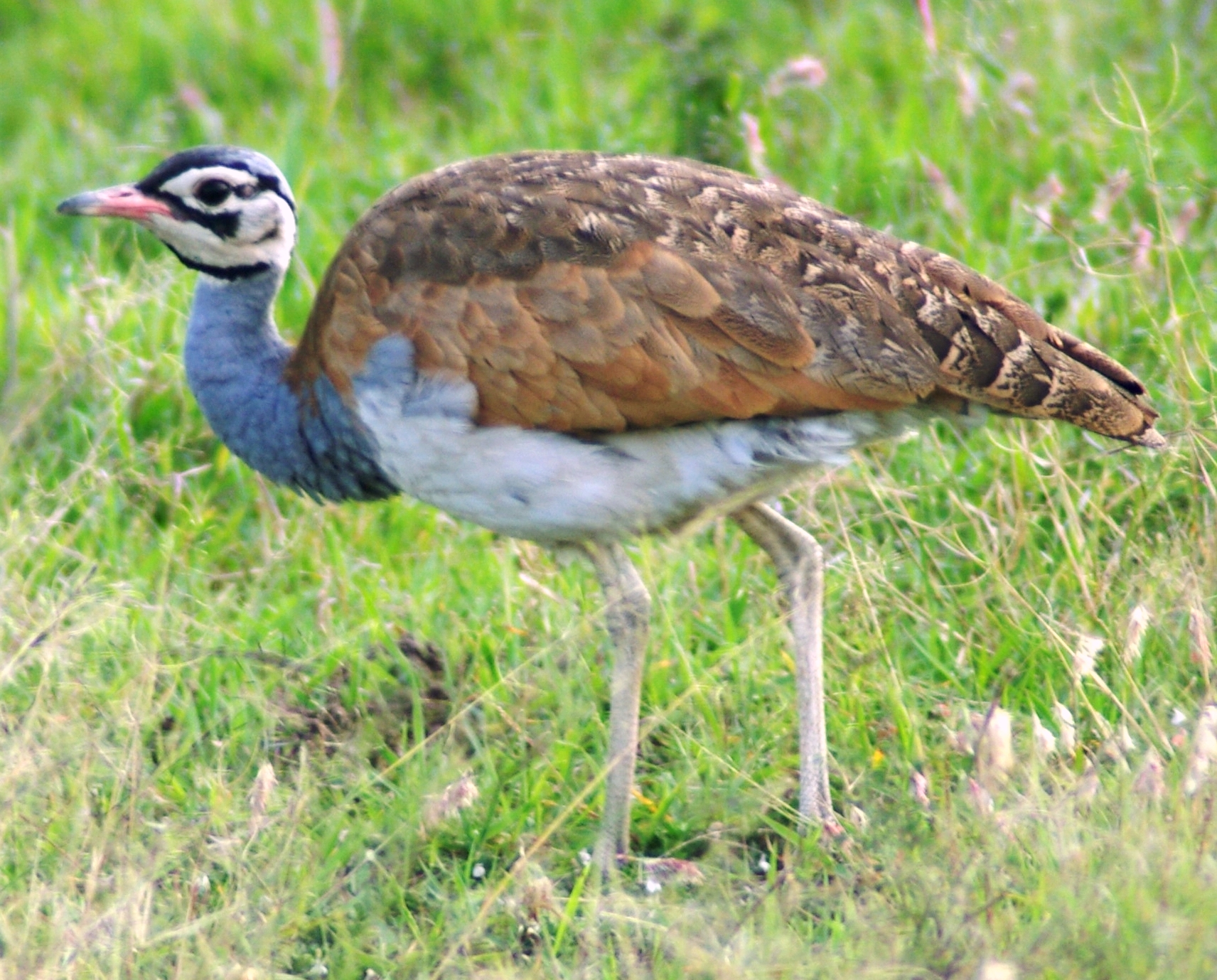
Otarda ventrebianco
(Eupodotis senegalensis)

A seconda delle specie, le otarde misurano 40–120 cm di lunghezza, hanno un'apertura alare di 1-2,5 m e pesano 0,55–18 kg. In qualche specie i maschi sono più grossi delle femmine. La livrea del dorso è mimetica, ma testa e collo presentano disegni peculiari giocati su due o più tonalità di grigio, castano, nero, bianco e rossiccio. I maschi di certe specie hanno colori più vivaci delle femmine.
Le specie di maggior mole sono in generale mute, mentre quelle di taglia piccola durante la stagione degli amori emettono particolari e persistenti richiami, di solito poco musicali.

## Biologia
Le otarde costituiscono una famiglia omogenea nell'ovvio contesto di differenze strutturali, cromatiche, dimensionali ed etologiche. Tutte sono di collo e zampe lunghe, con corpo atticciato e corto becco, e hanno perduto il dito rivolto all'indietro e la ghiandola uropigiale che caratterizzano la maggior parte degli uccelli. Queste assenze, insieme al perfetto mimetismo del dorso, sovente di squisito disegno, sono a quanto ci è dato di capire adattamenti ai paesaggi aridi e aperti (gli artigli posteriori sono utili per appollaiarsi su alberi o cespugli e l'olio uropigiale ha in genere funzioni impermeabilizzanti). Due specie di piccole dimensioni, la gallina prataiola e l'otarda crestarossa, zampe e collo relativamente corti, volano, con rapidi battiti delle ali. Sul terreno le otarde si dimostrano camminatrici infaticabili seppure non molto veloci, sempre nervose e sul chi vive: al minimo accenno di pericolo si immobilizzano.
Nella ricerca del cibo procedono serpeggiando senza fretta tra l'erba o i cespugli. Si nutrono soprattutto di invertebrati, acchiappati con rapida mossa dal suolo o da una pianta, ma talora anche stanati con il poderoso becco. Anche qualche piccolo vertebrato finisce a volte nel loro stomaco, spesso dopo un breve inseguimento concluso da un balzo. Ad ogni modo le sostanze vegetali sono assai apprezzate, in particolare i germogli, certi fiori e frutti. Talune specie di grossa stazza, quelle del genere Ardeotis ad esempio, sono ghiotte della resina che trasuda dagli alberi di acacia. L'abbondanza di cibo può indurre un uccello a trattenersi per qualche tempo nello stesso luogo. In Somalia sono stati osservati individui che saltavano per afferrare una bacca altrimenti fuori portata e nello Zimbabwe l'otarda di Denham gironzola nell'acqua bassa alla ricerca di ranocchie e allontana gli intrusi dai termitai che sta golosamente esplorando. Molte specie usano raccogliersi attorno ai cespugli in fiamme per catturare senza fatica insetti terrorizzati e storpiati. Le otarde non hanno ingluvie, ma il muscoloso ventriglio, il lungo «intestino cieco» e l'accorgimento di inghiottire sassolini agevolano la digestione.
Nessuno ha mai osservato un maschio intento a covare le uova, un'emancipazione dai doveri parentali che sembra essere sfociata in una varietà di sistemi di accoppiamento nell'ambito della famiglia, forse anche all'interno della stessa specie. Risulta ad esempio che l'otarda di Denham sia monogama nell'Alto Malawi e poligama nel Sudafrica, dove i maschi si distribuiscono a distanza di almeno 700 m e in spettacolare concorrenza cercano di attrarre le femmine di passaggio. Situazione analoga si riscontra nell'otarda maggiore, ma in questo caso i maschi in genere non sono territoriali e preferiscono vagabondare all'intorno, tenendosi a distanza di sicurezza l'uno dall'altro ed eseguendo di quando in quando le loro parate. In questa e altre due specie, che a detta degli esperti non formano legami di coppia, l'ubara e l'otarda australiana, la cerimonia che precede la copulazione è interminabile e dev'essere sovente interrotta per scacciare un rivale insidioso.
Le savane e le praterie dell'Africa australe accolgono numerosi rappresentanti del genere Eupodotis, riconoscibili per il ventre nero, che si esibiscono in sorprendenti evoluzioni aeree e apparentemente difendono territori di gruppo entro i quali la coppia svolge le sue funzioni di allevamento. I piccoli nascono interamente ricoperti di piume e lasciano il nido assai precocemente, ma per un certo periodo vengono nutriti becco-a-becco dalla madre e restano in sua compagnia per vari mesi.

## Distribuzione e habitat
L'Africa è la culla delle otarde, tanto che soltanto quattro specie nidificano altrove - l'otarda australiana, l'otarda maggiore indiana, l'otarda del Bengala e l'otarda minore indiana. Il Nordafrica ospita oggi soltanto popolazioni residuali di otarda maggiore e gallina prataiola, distribuite in modo irregolare nell'Europa centro-meridionale. L'ubara spazia dai semideserti del Nordafrica all'Asia Minore, sino alla Russia centrale e alla Mongolia. Queste specie boreali sono migratrici nelle parti più fredde del loro areale. L'otarda araba si rinviene tuttora nel sud della penisola arabica e nel nord-ovest dell'Africa, ma tutte le altre specie di otarde sono esclusivamente africane, insediate essenzialmente nella fascia intertropicale.
In ambito africano si riconoscono due zone distinte dove si sono evolute specie diverse: dallo Zambesi a sud-ovest verso il Capo e dal Nilo al Corno d'Africa, rispettivamente con sette e quattro specie. L'otarda kori frequenta entrambe le regioni, così come l'otarda ventrebianco, sebbene quest'ultima conti qualche nucleo sparso nella fascia savanica saharo-saheliana. L'otarda araba, l'otarda nubiana e l'otarda di Savile occupano l'area saharo-saheliana spingendosi sino alle coste del Mar Rosso. Soltanto due specie, l'otarda di Denham e l'otarda ventrenero, sono diffuse nell'intera Africa, pur se la prima in molte zone è ormai circoscritta in conseguenza delle attività umane.

## Tassonomia
La famiglia degli Otididi comprende 26 specie, suddivise in 11 generi:
- Genere Otis Linnaeus, 1758
  - Otis tarda Linnaeus, 1758 - otarda maggiore
- Genere Ardeotis Le Maout, 1853
  - Ardeotis arabs (Linnaeus, 1758) - otarda araba
  - Ardeotis kori (Burchell, 1822) - otarda kori
  - Ardeotis nigriceps (Vigors, 1831) - otarda maggiore indiana
  - Ardeotis australis (J.E.Gray, 1829) - otarda australiana
- Genere Chlamydotis Lesson, 1839
  - Chlamydotis undulata (Jacquin, 1784) - ubara
  - Chlamydotis macqueenii (J.E.Gray, 1832) - ubara asiatica
- Genere Neotis Sharpe, 1893
  - Neotis ludwigii (Rüppell, 1837) - otarda di Ludwig
  - Neotis denhami (Children & Vigors, 1826) - otarda di Denham
  - Neotis heuglinii (Hartlaub, 1859) - otarda di Heuglin
  - Neotis nuba (Cretzschmar, 1826) - otarda nubiana
- Genere Eupodotis Lesson, 1839
  - Eupodotis senegalensis (Vieillot, 1820) - otarda ventrebianco
  - Eupodotis caerulescens (Temminck, 1807) - otarda azzurra
  - Eupodotis vigorsii (A.Smith, 1831) - otarda di Vigors
  - Eupodotis rueppelii (Wahlberg, 1856) - otarda di Rüppell
  - Eupodotis humilis (Blyth, 1856) - otarda umile
- Genere Lophotis Reichenbach, 1848
  - Lophotis savilei Lynes, 1920 - otarda di Savile
  - Lophotis gindiana (Oustalet, 1881) - otarda crestafulva
  - Lophotis ruficrista (A.Smith, 1836) - otarda crestarossa
- Genere Afrotis G.R.Gray, 1855
  - Afrotis afra (Linnaeus, 1758) - otarda korhaan
  - Afrotis afraoides (A.Smith, 1831) - otarda di Smith
- Genere Lissotis Reichenbach, 1848
  - Lissotis melanogaster (Rüppell, 1835) - otarda ventrenero
  - Lissotis hartlaubii (Heuglin, 1863) - otarda di Hartlaub
- Genere Houbaropsis Sharpe, 1893
  - Houbaropsis bengalensis (Gmelin, 1789) - otarda del Bengala
- Genere Sypheotides Lesson, 1839
  - Sypheotides indicus (J.F.Miller, 1782) - otarda minore indiana
- Genere Tetrax T. Forster, 1817
  - Tetrax tetrax (Linnaeus, 1758) - gallina prataiola

## Conservazione
Le modeste conoscenze che abbiamo delle otarde sono essenzialmente imputabili alla difficoltà di studiare animali apprensivi, ben mimetizzati, dai ritmi riproduttivi lenti, inclini, se spaventati, ad abbandonare il nido per non farvi più ritorno. La suscettibilità a ogni lieve disturbo è una delle cause primarie del loro declino, soprattutto nelle parti settentrionali dell'area di distribuzione della famiglia dove l'avanzata dell'agricoltura riduce sempre più le distese erbose naturali. Le otarde maggiori sono meno vulnerabili alle alterazioni ambientali: non avrebbero potuto colonizzare l'Europa se l'uomo non avesse abbattuto le foreste, ma la meccanizzazione delle pratiche agricole e l'estendersi delle monocolture con impiego di erbicidi e fertilizzanti si sono rivelate disastrose. La trasformazione dei terreni steppici in poderi ben coltivati ha ridotto la popolazione russa, nel decennio 1970-80, da 8650 unità a meno di 3000. Non diverso il destino della gallina prataiola, ormai pressoché estinta quasi ovunque esclusa la penisola iberica in seguito alla scomparsa delle praterie.
Proprio questa perdita di territori vergini ha avuto un impatto dirompente su tutte e tre le specie indiane. Due specie sono in grave pericolo: l'otarda del Bengala sopravvive esclusivamente in una manciata di aree protette disseminate lungo i contrafforti himalayani, mentre l'otarda minore indiana pare ormai confinata a minuscoli appezzamenti erbosi nell'estremo occidente dell'India, mantenuti a riserva di pascolo ma senza alcun'altra misura di tutela. Sulle pendici himalayane le praterie hanno ceduto il posto alle piantagioni di tè, mentre nell'India occidentale sono state trasformate in terreni da pastura; in entrambi i casi le povere otarde non sono riuscite a superare lo shock.
Le popolazioni dell'otarda maggiore indiana, nonostante una supposta migliore adattabilità alle attività agrarie, sono in costante diminuzione da decenni. Ridotte a meno di 1000 esemplari, recentemente sono state oggetto di un risveglio di sentimenti popolari contro la caccia e nel Rajasthan mostrano confortanti segni di ripresa. Il progressivo deperire del suo parente più prossimo, l'otarda australiana, viene comunemente attribuito al massacro indiscriminato portato innanzi sin dai primi giorni dell'insediamento europeo, ma sembra assodato che la causa principale delle sue difficoltà sia da ricercare nella trasformazione della nicchia ecologica che le è congeniale in terreno agricolo.
Il declino dell'ubara è invece indiscutibilmente legato alla caccia. Questa specie di otarda ha infatti la sfortuna di essere considerata la selvaggina più appetibile nella tradizione araba della falconeria. Negli ultimi anni la tecnologia e la ricchezza scaturita dai giacimenti petroliferi hanno enormemente accresciuto la scala e l'efficienza di questo «sport», e si teme che l'ubara sia scomparsa in gran parte della sua area di diffusione. Disgrazia vuole che questa barbara consuetudine si stia estendendo a macchia d'olio coinvolgendo in modo preoccupante anche altre forme come l'otarda nubiana. Si ritiene tuttavia che nessun'altra specie di otarda puramente africana sia in situazione di sofferenza. A conclusione, una nota pessimistica: da un capo all'altro dell'Africa si va facendo sempre più inesorabile la richiesta di terra da coltivare e non trascorrerà perciò molto tempo prima che parecchi di questi pacifici animali si propongano come nuovi candidati all'estinzione.